# Fondatori ai școlii Hogwarts
Salazar Slytherin a fost fondatorul Casei Viperinilor (Slytherin). A fost un vrăjitor foarte misterios. Un singur zâmbet îi apărea pe față (malefic). Putea vorbi limba șerpilor (reptomita). Pe lângă toate acestea, el dorea ca sortarea la Hogwarts să fie mai severă (să nu fie admiși vrăjitorii sânge-mâl, adică cei care s-au născut din părinți Încuiați). Dar deoarece fondatorii caselor Cercetași (Gryffindor), Ochi-de-Șoim (Ravenclaw) și Astropufi (Hufflepuff) nu au fost de acord, el a hotărât să plece de la Hogwarts.
Un alt fondator a fost Godric  Gryffindor. Cei care făceau parte din casa lui trebuiau sa fie curajoși si să dea totul pentru o armonie și o prietenie între oameni, lucru neacceptat de Salazar.
Un al treilea fondator a fost Helga  Hufflepuff,care avea în componența casei sale, copii care erau foarte ordonați, care făceau numai bine si pe care lumea îi considera niște "papă lapte".
Ultimul, dar nu cel din urmă fondator din cei patru a fost Rowena Ravenclaw .Aceasta era o vrăjitoare inteligentă și înțeleaptă,precum copii din casa ei. În armonie cu Helga și Godric a reușit să ducă Hogwarts pe calea cea bună.
Mascotele caselor sunt:
Gryffindor-Leul,
Slytherin-Șarpele,
Hufflepuff-Bursucul,
Ravenclaw-Vulturul.
Fiecare fondator are un obiect special:
-Sabia lui Godric Gryffindor (singura care poate distruge horcruxurile, care îl ajută pe Harry Potter să omoare Baziliscul din Camera Secretelor, poate fi mânuită numai de către un Gryffindor adevărat)
-Medalionul lui Salazar Slytherin ( devenit horcrux) 
-Diadema Rowenei Rawenclaw (horcrux) 
-Pocalul Helgăi Hufflepuff(horcrux) 
Cele 3 obiecte devenite horcruxuri au fost transformate în horcruxuri de Lord Voldemort/Lord Cap-de-Mort/Tom Marvolo Riddle. 
După distrugerea lor, fiind, omorât de către Harry Potter.